# Serpa (Santa Maria)
Pour les articles homonymes, voir Santa Maria.
Santa Maria, officiellement Serpa (Santa Maria),, est une ancienne paroisse civile portugaise (en portugais : freguesia) de la municipalité de Serpa dans le district de Beja.
La loi no 11-A/2013 du 28 janvier 2013 portant réorganisation administrative du territoire des freguesias fusionne Serpa (Santa Maria) avec la paroisse voisine de Serpa (Salvador) pour former l’União das freguesias de Serpa (Salvador e Santa Maria) , dont le siège est à Salvador.